# Hannoki
Hannoki (japonsky ハンノキ滝, [Hannokidaki]) je nejvyšší vodopád v Japonsku. Leží na území města Tatejama v okrese Nakaniikawa v prefektuře Tojama. Ještě vyšší než sousední vodopád Šómjó, jehož vody dopadají na stejné místo. Jeho výška činí 500 m (někdy je udáváno i 497 m). Voda v něm proudí pouze od dubna do července, po zbytek roku je vodopád vyschlý.
Vodopád je napájen vodami z ramsarských mokřadů na náhorní plošině Midagahara (弥陀ヶ原) (její nadmořská výška je 1600 m), která je u úpatí hory Tatejama (立山). Je levým přítokem potoka Šómjógawa (称名川), který je dále levým přítokem řeky Džógandži-gawa (常願寺川), která se vlévá do Tojamského zálivu (富山湾)